# Jonas Nahimana
Jonas Nahimana (Kinshasa, 6 ottobre 1987) è un ex calciatore ruandese, di ruolo difensore.

## Carriera

### Club
Ha giocato nella massima serie ruandese, in quella keniota, in quella vietnamita e in quella laotiana.

### Nazionale
Nel 2012, ha giocato 5 partite con la nazionale ruandese.

## Statistiche

### Cronologia presenze e reti in nazionale
| Cronologia completa delle presenze e delle reti in nazionale ― Ruanda | Cronologia completa delle presenze e delle reti in nazionale ― Ruanda | Cronologia completa delle presenze e delle reti in nazionale ― Ruanda | Cronologia completa delle presenze e delle reti in nazionale ― Ruanda | Cronologia completa delle presenze e delle reti in nazionale ― Ruanda | Cronologia completa delle presenze e delle reti in nazionale ― Ruanda | Cronologia completa delle presenze e delle reti in nazionale ― Ruanda | Cronologia completa delle presenze e delle reti in nazionale ― Ruanda |
| Data                                                                  | Città                                                                 | In casa                                                               | Risultato                                                             | Ospiti                                                                | Competizione                                                          | Reti                                                                  | Note                                                                  |
| --------------------------------------------------------------------- | --------------------------------------------------------------------- | --------------------------------------------------------------------- | --------------------------------------------------------------------- | --------------------------------------------------------------------- | --------------------------------------------------------------------- | --------------------------------------------------------------------- | --------------------------------------------------------------------- |
| 29-2-2012                                                             | Kigali                                                                | Ruanda                                                                | 0 – 0                                                                 | Nigeria                                                               | Qual. Coppa d'Africa 2013                                             | -                                                                     |                                                                       |
| 23-5-2012                                                             | Aïn Draham                                                            | Libia                                                                 | 2 – 0                                                                 | Ruanda                                                                | Amichevole                                                            | -                                                                     |                                                                       |
| 27-5-2012                                                             | Monastir                                                              | Tunisia                                                               | 5 – 1                                                                 | Ruanda                                                                | Amichevole                                                            | -                                                                     |                                                                       |
| 30-5-2012                                                             | Susa                                                                  | Ruanda                                                                | 1 – 1                                                                 | Ciad                                                                  | Amichevole                                                            | -                                                                     | 45+1’                                                                 |
| 2-6-2012                                                              | Blida                                                                 | Algeria                                                               | 4 – 0                                                                 | Ruanda                                                                | Qual. Mondiali 2014                                                   | -                                                                     |                                                                       |
| Totale                                                                |                                                                       | Presenze                                                              | 5                                                                     |                                                                       | Reti                                                                  | 0                                                                     |                                                                       |